# Synnøve Thoresen
Synnøve Thoresen es una deportista noruega que compitió en biatlón. Ganó dos medallas en el Campeonato Mundial de Biatlón, plata en 1989 y bronce en 1991.

## Palmarés internacional
| Campeonato Mundial | Campeonato Mundial  | Campeonato Mundial | Campeonato Mundial |
| Año                | Lugar               | Medalla            | Prueba             |
| ------------------ | ------------------- | ------------------ | ------------------ |
| 1989               | Feistritz (Austria) | Medalla de plata   | Equipo             |
| 1991               | Lahti (Finlandia)   | Medalla de bronce  | Equipo             |